# Joachim Otto Voigt
Joachim Otto Voigt (født 22. marts 1798 i Nordborg på Als, død 22. juni 1843 i London) var en dansk, tysk botaniker og kirurg med speciale i frøplanter og karsporeplanter.
Voigt blev student fra Kolding Gymnasium i 1816 og fik kirurgisk eksamen fra Det Kirurgiske Akademi i 1822. Fra 1823 til 1826 arbejdede han på Frederiks Hospital, og i 1826 blev han regimentskirurg i Frederiksnagore, Dansk Indien, hvor han i 1834 blev udnævnt til leder af dets botaniske have. Fra 1841 til 1843 var han leder af den botaniske have i Calcutta. Han døde af sygdom i London på sin rejse tilbage til Danmark.
Han var forfatter til Hortus suburbanus Calcuttensis (1845), et katalog over planter i East India Companys botaniske have i Calcutta samt planter i den botaniske have i Frederiksnagore.